# Andranik Eskandarian
Andranik Eskandarian (Teherán, 31 de diciembre de 1951) es un exfutbolista iraní.

## Trayectoria
Eskandarian comenzó su carrera en Poolad Tehran, en Irán, en 1968. Dos años después pasó al FC Ararat Tehran y más tarde al Taj, donde jugó hasta 1979. Durante esa época jugó también en la selección iraní 29 partidos, desde 1975 a 1978. Con su selección integró el plantel que jugó la Copa Mundial de Fútbol de 1978, eliminada en la ronda de grupos.
En 1979 se traslada a los Estados Unidos, donde jugaría el resto de su carrera. Estuvo en el New York Cosmos, donde compartió plantel con Franz Beckenbauer, hasta 1984, cuando desapareció la North American Soccer League. En ese momento siguió jugando en el club, pero en fútbol indoor, siendo transferido luego al New York Express. En 1989 volvió al fútbol, jugando una temporada en American Soccer League con los New Jersey Eagles.

## Clubes
| Club                      | País           | Año       |
| ------------------------- | -------------- | --------- |
| Poolad Tehran             | Irán           | 1968-1970 |
| F.C. Ararat Tehran        | Irán           | 1970-1972 |
| Taj                       | Irán           | 1972-1979 |
| New York Cosmos           | Estados Unidos | 1979-1984 |
| New York Cosmos (indoor)  | Estados Unidos | 1984-1985 |
| New York Express (indoor) | Estados Unidos | 1986-1987 |
| New Jersey Eagles         | Estados Unidos | 1989-1990 |